# Татарские набеги в степное порубежье (1-я четверть XVII века)
Татарские набеги в степное порубе́жье — военные походы крымских и ногайских татар по военным тропам через курские земли к русским городам и селениям.

## Описание
После Смутного времени участили свои набеги на Русь крымские татары, вассалы Османской порты, подвластные им ногайские татары и украинские «воровские казаки» — черкасы, которые в военном отношении были не менее опасным противником, чем татары. В то время линия обороны Московского государства (засечная черта) проходила по бассейну Оки по линии Рязань — Венёв — Тула — Одоев — Белёв — верховья Жиздры. Русские отряды выдвигались далеко за Оку для предупреждения внезапных набегов. Была учреждена постоянная сторожевая служба. Постоянные военные действия отрядов на южных рубежах Белгородского и Курского края — степного порубежья — представляли собой беспрерывную партизанскую войну за свои дома и за всё Московское царство.

### Казачий голова И. А. Анненков
В частых сражениях со степняками снискал себе в то время громкую славу казачий голова Анненков Иван Антипович. Один из пяти сыновей орловского помещика Онтипа (Антипа) Ивановича Анненкова он в 1615 году переселился в Курск из орловского уезда. В 1618 году вслед за ним на службу в Курск перебрались и его братья Михаил, Лев (Воин), Потап (Дунай), Никита (Никифор), ставшие родоначальниками различных ветвей курского рода Аннековых.

### Ногайский набег (1616)
Летом 1616 года крымцы и ногайцы несколько раз появлялись под Курском. Воевода И. В. Волынский нанёс им поражение в 10 верстах от города: «Татар многих побил и полон весь отгромил и уездов воевать не дал». Но крымцы появились вновь под самим Курском у Ямской Слободы. Воевода и на сей раз выходил «с ратными людьми против татар за посад и татар многих побили …». Вскоре под Курском вновь появились ногайцы. Против них был выслан отряд казаков и детей боярских, во главе которого находился курский казачий голова Иван Антипович Анненков, ставший в ближайшее время грозой татар и снискавший себе громкую славу в боях против степняков. Он встретил ногайцев в 15 верстах от города, стремительно атаковал их и разбил наголову. Победа увенчалась освобождением русского полона и захватом множества татарских пленников. В октябре этого же года курский стрелецкий голова Григорий Милославский ещё дважды разбивал татарские отряды в пределах Курского уезда.

### Татары под Курском (1618, 1622)
4 июня 1618 года, пришедшие Муравским шляхом, татары стали на отдых в четырёх верстах от Курска на берегу Сейма в разорённых ими деревнях Лебяжьем, Голубицкой и Млодицкой. Стрельцы и дети боярские во главе с Анненковым, сотниками Семёном Веденьевым и Сунбулом Онофреевым атаковав, выбили их из становищ, преследовали и настигли уже в 80 верстах от города на реке Псле около сторожи Усть-Старого Гатища. Атаковав ночью спящий лагерь кочевников, преследователи разгромили его, освободив курский и белгородский полон.
В 1622 году воевода С. М. Ушаков посылает отряд казаков во главе с Анненковым в погоню за татарами, вновь появившимся в курском порубежье. Казаки настигли татарский чамбул на Изюмской сакме под Оскольской заставой, держали победу и отбили пленников.

### Разорение орловских земель (1623)
В июне 1623 года ногайский мурза Урак возвращался Муравским шляхом после успешного набега на орловские земли. Ногайцы разорили Карачевский, Орловский, Мценский, Болховский уезды. На перехват чамбула в 500 всадников был направлен отряд казаков и детей боярских в количестве 300 человек и 100 стрельцов во главе с Иваном Антиповичем Анненковым. На реке Котлубанской Семице (Сеймице) к ним присоединился отряд белгородцев. Татары пересекли Сейм и устроили лагерь около Думчева Кургана (места пересечения нескольких шляхов). Здесь на них обрушилось объединённое русское войско. Татары упорно сопротивлялись, но были сломлены и бросив бо́льшую часть награбленного рассеялись в разные стороны. Русские отряды преследовали их до реки Мерчик. За этот удачный поход Анненков удостоился чести стать сеунщиком и получил в награду от царя «девять рублей и сукно доброе»
Беспрестанные набеги татар и литовцев вынудили в 1640-х годах для защиты Русского царства построить более мощную оборонительную линию, протянувшуюся на сотни вёрст — Белгородскую засечную черту, в которую вошли 27 городов-крепостей. После строительства новой черты крепость Курск оказался в тылу оборонительной линии, но курские служилые люди продолжали стоять на страже и оберегать край от вражеских набегов.